# Contrexéville
Contrexéville è un comune francese di 3 650 abitanti situato nel dipartimento dei Vosgi nella regione del Grand Est.

## Società

### Evoluzione demografica
Abitanti censiti

## Amministrazione

### Gemellaggi
Contrexéville è gemellata con:
- Bad Rappenau, dal 1982
- Seia, dal 1988
- Mealhada, dal 1988
- Luso, dal 1988
- Llandrindod Wells, dal 1992